# 윈도우 2.0
윈도우 2.0(Windows 2.0)은 마이크로소프트에서 1987년 12월 9일에 출시한 그래픽 사용자 인터페이스 운영 환경이다. 이전의 윈도우 1.0과 마찬가지로 MS-DOS를 기반으로 동작하기 때문에 운영 체제가 아닌 일종의 소프트웨어이다. 후속 버전으로 윈도우 2.1x가 있다.

## 응용 프로그램 지원
윈도우 2.0에 포함된 응용 프로그램들은 다음과 같다.
- CALC.EXE – 계산기[1]
- CALENDAR.EXE – 일정 소프트웨어[1]
- CARDFILE.EXE – 개인 정보 관리자[1]
- CLIPBRD.EXE – 클립보드 내용을 보는 소프트웨어[1]
- CLOCK.EXE – 시계[1]
- CONTROL.EXE – 윈도우 2.0을 구성하는 시스템 유틸리티[1]
- CVTPAINT.EXE -  2.x 포맷으로 변환[2]
- MSDOS.EXE – 단순 파일 관리자[1]
- NOTEPAD.EXE – 문서 편집기[1]
- PAINT.EXE – 래스터 그래픽스 편집기[1]
- PIFEDIT.EXE – DOS용 프로그램이 어떻게 윈도우 안에서 동작해야 하는지를 정의하는 프로그램 정보 파일 편집기
- REVERSI.EXE – 오델로 컴퓨터 게임[1]
- SPOOLER.EXE – 윈도우의 인쇄 스풀러[1]
- TERMINAL.EXE – 터미널 에뮬레이터[1]
- WRITE.EXE – 단순 워드 프로세서[1]

## 기타

### 추가된 기능
- 'MS 워드'와 'MS 엑셀'이 구동되기 시작했다.
- 윈도우 1.0에는 없었던 맥OS의 창 겹치기를 추가했다.

### 라이선스 계약의 효력
마이크로소포트는 윈도우 2.0에 맥OS와 유사한 기능을 추가했다며 애플이 “라이선스 계약은 윈도우 1.0에만 적용된다”며 저작권을 침해 했다고 소송을 걸었고, 이에 마이크로소포트는 "계약상 문제 없다."고 맞섰다. 지방법원은 마이크로소프트의 손을 들어주었는데, 애플이 문제삼은 189가지 유사점에 대해 “179가지는 윈도우 1.0때 맺은 계약에서 동의했던 부분이며, 남은 10가지에서도 애플만의 독창성을 찾아볼 수 없다”고 판결한 것이다.

## 같이 보기
- 도스 셸
- 윈도우 2.1x